# 130 PO 1901 à 1951
 (avril 2025).
Les 130 PO 1901 à 1951 sont des locomotives Compound de la compagnie du chemin de fer de Paris à Orléans de type 130 Mogul, affectées à la traction des trains de marchandises.

## Histoire
Une  série de 7 locomotives de type 130, est construite par les ateliers de la compagnie et mises en service en 1907 et 1908.
Ces machines sont issues de la transformation d'anciennes locomotives de type 030 de la compagnie, construites en 1873 par les Anciens Établissements Cail. Elles étaient immatriculées dans la série 922 à 941.
Les locomotives transformées sont numérotées dans le parc de la compagnie dans la série 1901 à 1907 puis en 1934, renumérotées "130 901 à 130 907" dans l'effectif du PO-Midi.
En 1938, lors de la création de la SNCF, elles deviennent 4-130 A 901 à 4-130 A 907.

## Caractéristiques
- Diamètre des roues motrices: 1,35 m
- Empattement des roues motrices:  3,45 m
- Empattement total (avec bissel):  5,78 m
- Diamètre et course des cylindres : HP 425 x 650 mm, BP 680 x 650 mm,
- Timbre de la chaudière : 16 kg
- Surface de grille : 2,34 m2
- Surface de chauffe du foyer : 11,80 m2
- Surface de chauffe des tubes : intérieure 175,90 m2, extérieure 96,47 m2
- Surface de chauffe totale : intérieure : 187,97 m2, extérieure : 108,47 m2
- Poids à vide : 47,500 t
- Poids en charge de la locomotive : 52,300 t[2]
- Poids en charge du tender: 18,700 t
- Capacité en eau du tender: 10 000 L
- Capacité en charbon du tender: 4,60 t